# Frederic Mishkin

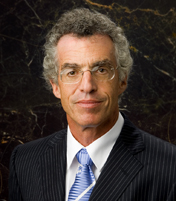
Frederic Mishkin

Frederic Stanley „Rick“ Mishkin (* 11. Januar 1951 in New York City) ist ein US-amerikanischer Wirtschaftswissenschaftler und seit 1983 Professor an der Columbia Business School. Von 2006 bis 2008 war er Vorstandsmitglied des Federal Reserve System.
Sein Vater Sidney Mishkin (1913–1991) stiftete die Sidney Mishkin Gallery am Baruch College der City University of New York.
Fred Mishkin besuchte die Fieldston School und studierte anschließend Volkswirtschaftslehre am Massachusetts Institute of Technology, wo er 1973 als B.S. und 1976 als Ph.D. abschloss. 1999 verlieh ihm die Chinesische Volksuniversität in Haidian einen Ehrendoktortitel.
Mit seiner Frau Sally hat er zwei Kinder.

## Kontroverse
2006 gehörte Mishkin zu den Autoren eines Berichtes mit dem Titel "Financial Stability in Iceland". Auftraggeber war die isländische Handelskammer. Mishkin erhielt dabei 124.000 US$. Der Dokumentarfilm "Inside Job" entfachte eine Kontroverse über diesen Bericht.